# Agrotourismus
Der Begriff Agrotourismus oder auch Landtourismus bezeichnet eine touristische Sparte mit Urlaubs- und Freizeitangeboten im dörflich-ländlichen Umfeld. Traditionell üblich ist die Einbeziehung der Urlauber in landwirtschaftliche Betriebsabläufe und der Kontakt zu Tieren, wodurch besonders Familien mit Kindern angesprochen werden. Angebote umfassen Aktivitäten wie Reiten und vereinfachtes Golfen, aber auch alternative kleinbäuerliche Lebensformen.

## Grundlagen
Agrotourismus ist ein touristisches Angebot im ländlichen Raum, welches Aufenthalte mit Erlebnischarakter auf oder in der Nähe eines Agrarbetriebes umfasst, vorwiegend von Landwirten organisiert wird und der Landwirtschaft ein Zusatzeinkommen ermöglicht. Grundgedanke ist die Nähe zur Gastfamilie, die dem Urlauber persönlichen Kontakt und Einblick in den Alltag des Landlebens gibt.
In Österreich, der Schweiz, Südtirol, dem bayerischen Alpenraum und anderen deutschen Ferienregionen wie dem Schwarzwald ist Tourismus ein zentraler Wirtschaftsfaktor der ländlichen Gebiete und traditionell in agrarisches Umfeld eingebunden. Gerade für den Vollerwerbsbauern ist das eine Möglichkeit des Zuverdienstes, die sich auch im begrenzten häuslichen Rahmen ohne übermäßige Investition realisieren lässt. Von Vorteil ist, dass der typische Hof des mitteleuropäischen Raumes neben der Familie auch für einige Dienstboten konzipiert war, und daher schon über die zur Unterbringung von Hausgästen nötigen räumlichen Anlage verfügt.
Von den Anbieter ist zu beachten, dass dieser Betriebszweig auch entsprechend Arbeitszeit fordert. Die Gäste benötigen durch die Einbindung im Betrieb und den Kontakt mit der Familie der Gastgeber entsprechend Zeit.
Inzwischen umfasst die Sparte ein eigenes touristisches Profil. „Landurlaub“ steht zunehmend für die Kombination aus aktiver Erholung, Naturerlebnis und ländlicher Kultur, wie auch für Wellness in ländlichem Umfeld. Auch wird Landurlaub nicht mehr allein von ursprünglich bäuerlichen Betrieben geboten, sondern in Tourismusregionen von einer breiten Bevölkerungsschicht getragen, zunehmend auch von Quereinsteigern bis hin zu professionellen Anbietern der Hotellerie.

## Vermarktung
An Vermarktungsnamen sind üblich:
- Deutschland: Landurlaub, Urlaub auf dem Bauernhof, Ferien auf dem Bauernhof
- Österreich: Landurlaub, Urlaub am Bauernhof, Urlaub am Lande
- Schweiz: Landurlaub, Ferien auf dem Bauernhof, Schlaf im Stroh, tourisme rural, agriturismo
- Südtirol: Roter Hahn, Urlaub auf dem Bauernhof
- Tschechien: Venkovský cestovní ruch, Venkovská turistika, Agroturistika
- Frankreich: tourisme rural, agritourisme, tourisme à la ferme
- Italien: agriturismo
- Polen: Agroturystyka
- Spanien: Agroturismo, Turismo rural
- Kroatien: Agroturizam
- Moldawien: Agripensions
- Griechenland: Agrotouristiko + paradosiako katalimata / xenones

### „Bauernhof- und Landurlaub“ in Deutschland

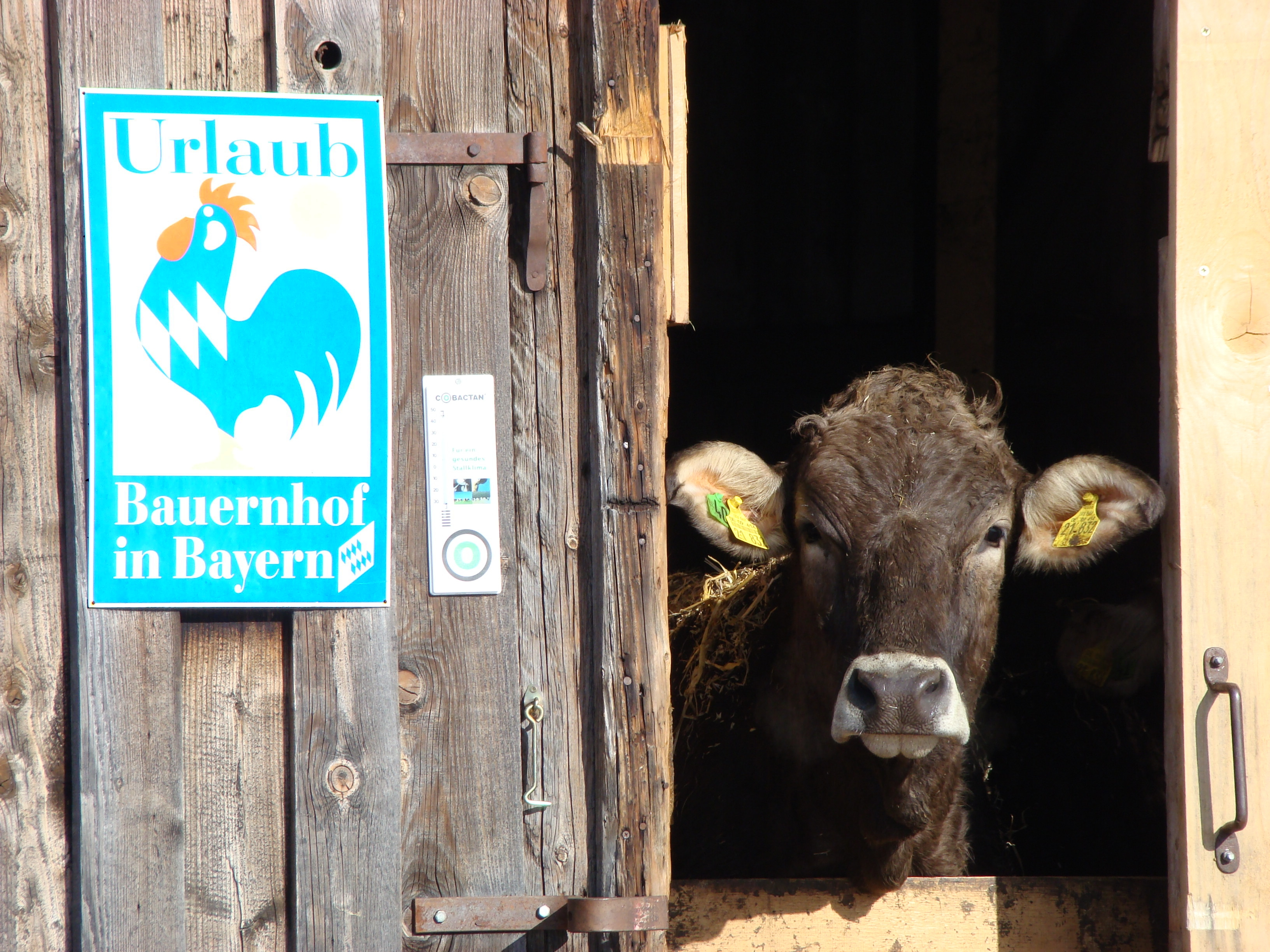
Werbung für Urlaub auf dem Bauernhof

#### Organisation
Die Bundesarbeitsgemeinschaft für Urlaub auf dem Bauernhof und Landtourismus in Deutschland e. V. (BAG) ist als bundesweit zentraler Interessenvertreter und Ansprechpartner für die Anbieterbetriebe des Bauernhof- und Landurlaubs vor allem für Qualitätssicherungs-, Marketing- und Fortbildungsmaßnahmen sowie die politische Interessenwahrnehmung im Bereich des ländlichen Tourismus zuständig. Die BAG und die ihr angeschlossenen regionalen Landesverbände sind seit dem 1. Januar 2007 auch mit der bis dahin vom Deutschen Tourismusverband e. V. (DTV) durchgeführten Qualitätsbewertung und Klassifizierung im Bereich des „Bauernhof- und Landurlaubs“ betraut.
Über die zu diesem Zweck gegründete Landtourismus Marketing GmbH bietet die BAG ein Deutschlandportal unter dem Namen Landsichten für Gäste an. Hier kann bundeslandübergreifend nach Höfen für den Urlaub gesucht werden. Über Auswahlkriterien kann nach speziellen Wünschen die Suche verfeinert werden.

#### Klassifizierung und Gütesiegel
Der Bauernhof- und Landurlaub lässt sich in verschiedene Kategorien entsprechend den Angeboten bzw. der Ausrichtung des landwirtschaftlichen Betriebszweiges unterteilen. Als Orientierungshilfe für die Gäste hat die Bundesarbeitsgemeinschaft für Urlaub auf dem Bauernhof und Landtourismus in Deutschland (BAG) sieben verschiedene Gütesiegel bzw. Qualitätsauszeichnung entwickelt, die anhand fest definierter Bewertungskriterien vergeben werden:
- Anerkannter Urlaubs-Bauernhof
- Anerkannter Urlaubs-Reiterhof
- Anerkannter Urlaubs-Winzerhof
- Anerkannter Urlaubs-Fischerhof
- Anerkannter Urlaubs-Obsthof
- Anerkannter Erlebnishof
- Anerkannter Landurlaub

Die Bezeichnung Landurlaub wurde zusätzlich als Begriff etabliert, um touristische Angebote im ländlichen Raum zu beschreiben, die nicht an einen aktiv wirtschaftenden landwirtschaftlichen Betrieb gekoppelt sind bzw. nach Aufgabe des Betriebes einen Nachfolgeerwerb im Tourismus anstreben. Die Kennzeichnung der BAG erfolgt entsprechend über die Qualitätsauszeichnung „Anerkannter Landurlaub“ und „Anerkannter Erlebnishof“.
Die Deutsche Landwirtschafts-Gesellschaft unterstützt die Initiativen von touristischen Beherbergungsangeboten im ländlichen Raum mit Vergabe der Gütezeichen „Bauernhofurlaub“ bzw. „Landurlaub“. Zuvor allerdings untersucht eine externe Prüfkommission die Qualitätsstandards der Urlaubsangebote.

### Österreich: „Urlaub am Bauernhof“
Der Sektor Agrotourismus, Urlaub am Bauernhof, umfasst in Österreich ca. 84.500 Betten und 4,6 Mio. Nächtigungen. Die Branche gliedert sich – zu etwa gleichen Teilen – in die Spartenkategorien Privatquartiere auf Bauernhöfen und Ferienwohnungen und -häuser auf Bauernhöfen (Statistik Austria) und umfasst rund 9.000 Betriebe (2013: Privatquartiere 4.401, Ferienwohnungen und -häuser 4.780 – Die Kategorie Privatquartiere auf Bauernhöfen schließt 10 Gästebetten je Betrieb ein, nicht jedoch bäuerliche Gewerbebetriebe und Anbieter von Ferienwohnungen bzw. -häusern). Damit hat der Sektor zu etwa 4 % Anteil am gesamten Nächtigungsvolumen des Tourismus in Österreich (2007: 121,4 Mio.). Man schätzt das Gästeaufkommen im Bauernhofurlaub insgesamt auf jährlich ca. 2 bis 2,5 Mio., mit zwischen 15 und 20 Mio. Nächtigungen, und Gesamt-Tagesausgaben der Bauernhofgäste von etwa 1 Mrd. €.
Die Kennziffer Vollbelegstage (wie viele Tage bzw. Nächte im Jahr die Gästebetten belegt sind) liegt bei etwa 55 d/Jahr (2007: Privatquartiere 52,6, Ferienwohnungen und -häuser 57,7), und damit weit unter dem österreichweiten Beherbergungsdurchschnitt von 100 d/Jahr – damit erweist sich die Sparte Agrotourismus als typischer Nebenerwerb zu einer land- und forstwirtschaftlichen Betriebstätigkeit.
Dachmarke des Privatquartiersektors ist Urlaub am Bauernhof, ein Zusammenschluss von über 3000 bäuerlichen Familienbetriebe repräsentiert und mit entsprechender Qualitätskontrolle einhergeht. Die Marke deckt die Profile Bio-, Gesundheits-, Wein-, Kinder-, Reit-, Radler-, Seminar-, und behindertengerechten Urlaub ab.

### „Roter Hahn“ in Südtirol
Der Südtiroler Bauernbund betreibt unter der Marke Roter Hahn sein offizielles Portal für Urlaub auf dem Bauernhof in Südtirol. Auch diese Institution bietet ein breites Feld von Angeboten, darunter auch für Familien, Allergiker, Wanderer und Behinderte.